# Geniusstrand
Der Geniusstrand, auch Geniusbank genannt, war ein kostenlos zugänglicher öffentlicher Sandstrand im Norden von Wilhelmshaven. Er gehörte zum Wilhelmshavener Stadtteil Voslapp. Seinen Namen verdankte der Strand einer Untiefe nahe dem Heppenser Fahrwasser in der Innenjade mit dem Namen Geniusbank, durch die früher die Tiefe des Jadefahrwassers auf 6 Meter verringert wurde, was die mögliche Größe der Wilhelmshaven anlaufenden Schiffe stark begrenzte. Aus dem Baggergut wurde der Sand für den Strand gewonnen. Mit dem Bau des JadeWeserPorts ab dem Jahr 2008 wurde die Wasserfläche zugeschüttet, der Bereich ist heute nicht mehr als Strand erkennbar.

## Geschichte

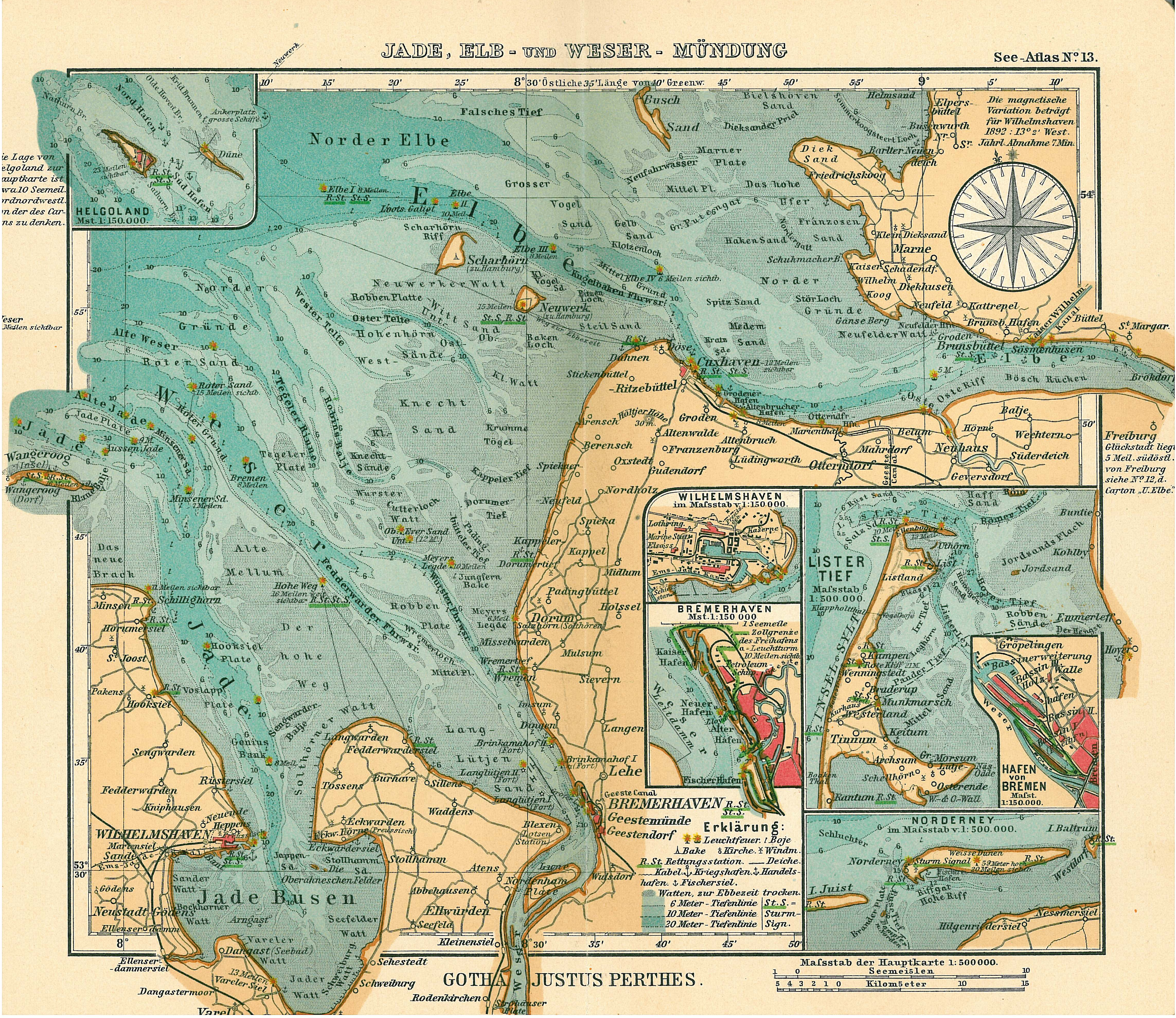
Karte aus dem Jahr 1906 mit der Geniusbank in der Innenjade

Der Geniusstrand entstand im Rahmen des sogenannten Hallbauer-Planes. Der nach dem Leiter des Stadterweiterungsamts Wilhelm Hallbauer benannte Plan wurde 1936/1937 entwickelt und sah den Bau eines neuen Kriegshafen in Höhe der Maademündung vor. Im Rahmen dieses Planes entstand bis 1938 der Heppenser Groden. In einem zweiten Schritt sollte dann das Wattgebiet vor Rüstersiel eingedeicht werden. Hierzu wurde im rechten Winkel zum Voslapper Deich ein schmaler Sandstreifen aufgespült, der als Basis für eine neue Deichlinie in östlicher Richtung dienen sollte. Der neue Deich sollte die nördliche Begrenzungslinie des neuen Rüstersieler Grodens sein und Ausgangspunkt für den Bau einer weiteren Deichlinie in südlicher Richtung bis zum nordöstlichsten Punkt des Heppenser Grodens. Die Aufspülarbeiten begannen im Frühjahr 1939. Den erforderlichen Sand entnahm man aus der Geniusbank in der Innenjade. Nach Kriegsausbruch am 1. September 1939 wurden die noch laufenden Aufspülarbeiten abgebrochen. Eine weitere Ausführung der Deichbaupläne wurde kriegsbedingt nicht weiter verfolgt. Als Ergebnis dieser abgebrochenen Maßnahme entstand so ein feinsandiger Strand, der nach Kriegsende über Jahre ein Anziehungspunkt für Erholungssuchende in Wilhelmshaven und dem weiteren Umland wurde.
Anfang der 1960er Jahre wurden die Pläne zur Eindeichung des Rüstersieler Wattgebietes wiederaufgenommen. Die Natur selbst hatte bereits einen Anfang gemacht. Aufgrund der geänderten Strömungsverhältnisse, die durch die Aufspülung des Geniusstrandes und der Eindeichung des Heppenser Grodens entstanden, verschlickte das Wattgebiet vor Rüstersiel immer mehr. Die Eindeichung des Groden erfolgte ab 1963. Der Geniusstrand erhielt nun einen richtigen Deich. Im Bereich des Strandes entwickelte sich eine Tourismusinfrastruktur, u. a. mit dem Campingplatz Geniusbank.
Nach der Fertigstellung des Rüstersieler Groden wurde Anfang der 1970er Jahre auch das nördlich gelegene Wattgebiet vor Voslapp eingedeicht. Im Rahmen dieser Landgewinnungsmaßnahme entstand im Norden des neuen Grodens der Sandstrand im Bereich von Hooksiel. Der Geniusstrand verlor durch die Eindeichung des Voslapper Grodens einen Großteil seiner Geländefläche. Nur ein kleiner Teil am nordöstlichen Rand des Rüstersieler Grodens blieb erhalten. Von 1970 bis 1972 entstand zudem direkt am Rand des Strandes die vom Land Niedersachsen gebaute Niedersachsenbrücke. Das Brückenbauwerk ragt 300 Meter in die Innenjade hinein und dient als Entladestation für Schiffe, die das auf dem Rüstersieler Groden liegende Kohlekraftwerk mit Kohle beliefern.

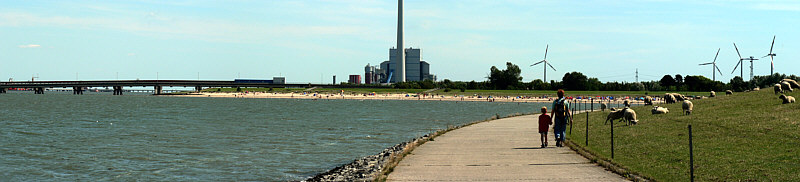
Geniusstrand 2006

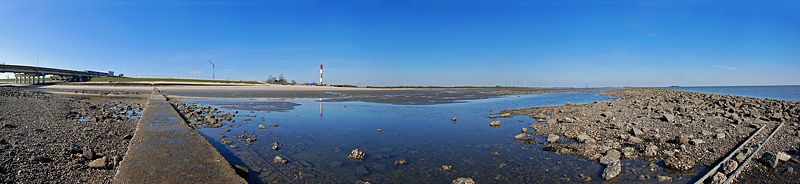
Der Geniusstrand bei Ebbe kurz nach Baubeginn im März 2008

## Gegenwart
Im Zuge der Realisierung des Containerterminals für Wilhelmshaven mit dem Namen JadeWeserPort wurde der Geniusstrand geschlossen. Der Campingplatz Geniusbank wurde bereits zum 31. Dezember 2004 geschlossen und die Gebäude auf dem Gelände abgebrochen. Bis zum Beginn der Bauarbeiten im April 2008 war das Baden am Geniusstrand nur noch auf eigene Gefahr möglich. Zu Beginn der Bauarbeiten für den JadeWeserPort wurde das gesamte Gelände des Geniusstrandes eingezäunt und anschließend überbaut.